# Carpinus lipoensis
Carpinus lipoensis là một loài thực vật có hoa trong họ Betulaceae. Loài này được Y.K.Li mô tả khoa học đầu tiên năm 1983.